# Municipio de Voorhees (Nueva Jersey)
El municipio de Voorhees (en inglés: Voorhees Township) es un municipio ubicado en el condado de Camden en el estado estadounidense de Nueva Jersey. En el año 2010 tenía una población de 29.131 habitantes y una densidad poblacional de 967,81 personas por km².

## Geografía
El municipio de Voorhees se encuentra ubicado en las coordenadas 39°51′7″N 74°57′41″O / 39.85194, -74.96139.

## Demografía
Según la Oficina del Censo en 2000 los ingresos medios por hogar en el municipio eran de $68,402 y los ingresos medios por familia eran $86,873. Los hombres tenían unos ingresos medios de $58,484 frente a los $38,897 para las mujeres. La renta per cápita para la localidad era de $33,635. Alrededor del 5.7% de la población estaba por debajo del umbral de pobreza.